# Deichverband Kehdingen-Oste

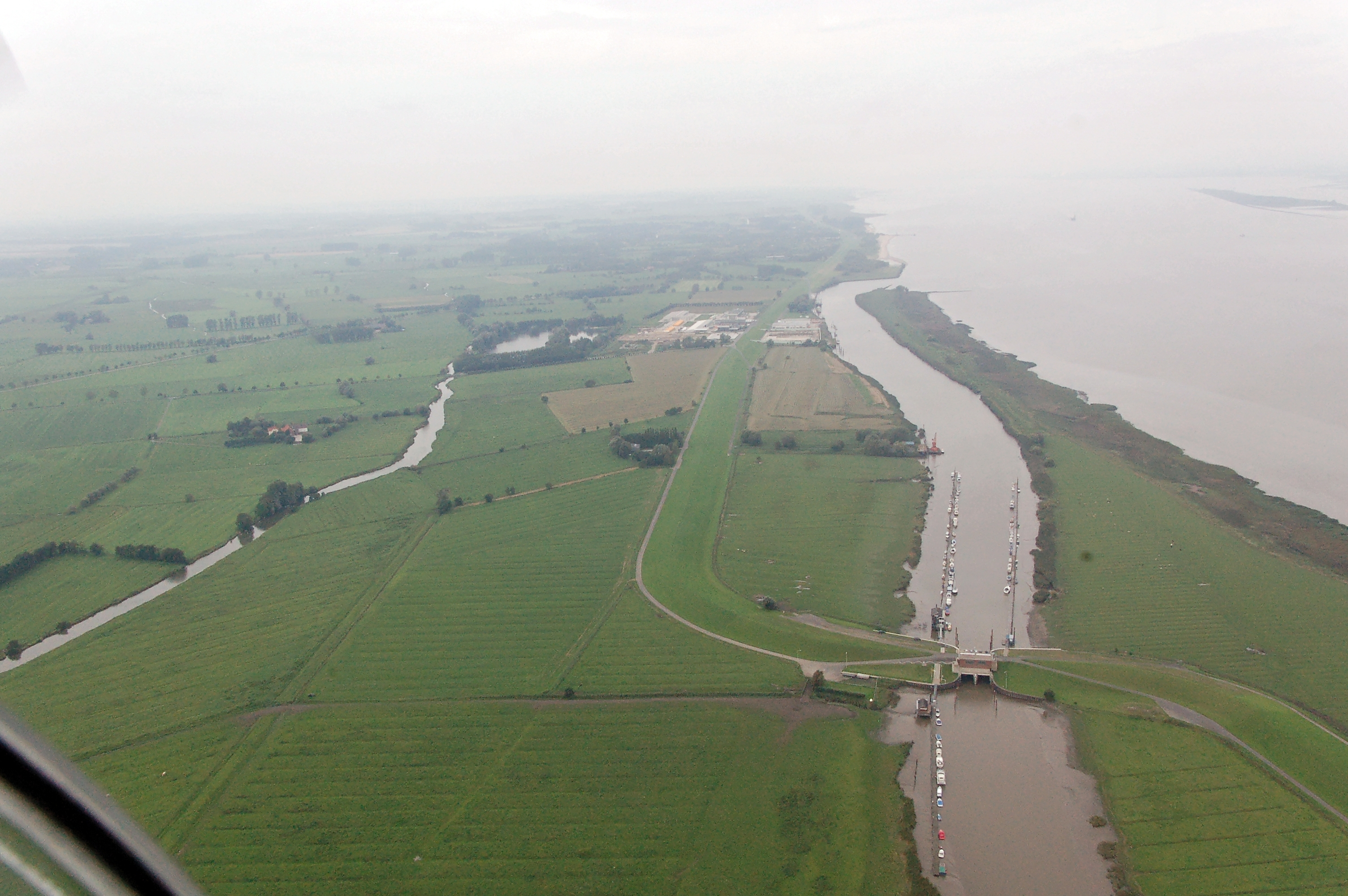
Blick über Ruthenstrom und Ruthenstromsperrwerk zur Elbe mit Hauptdeichlinie.

Der Deichverband Kehdingen-Oste ist ein Deichverband mit Sitz in Drochtersen.

## Geschichte
Der Ostedeichverband ist 2004 durch Rechtsverordnung der Bezirksregierung Lüneburg aus den bisherigen Deichverbänden Deichverband Nordkehdingen, Deichverband Südkehdingen, Ostedeichverband I, Oste-Deichverband II sowie dem Teilgebiet des Ostedeichverbandes III, das rechts der Oste lag, hervorgegangen und deren Rechtsnachfolger.

## Verbandsgebiet
Der Deichverband ist für ein Gebiet im Nordosten Niedersachsens zuständig, das sich über Teile der Landkreise Stade (Kehdinger Land), Cuxhaven und Rotenburg (Wümme) erstreckt. Das Gebiet umfasst alle Grundstücke bis zu einer Höhe von NN +6,00 m inklusive der innerhalb dieses Gebietes liegenden höheren Bodenerhebungen.
Die Hauptdeichlinie im Verbandsgebiet entlang der Elbe ist 52,6 Kilometer lang. Sie verläuft vom Generalplankilometer 507,9 am Ostesperrwerk bis zum Generalplankilometer 560,5 am Schwingesperrwerk und beinhaltet neben dem Elbedeich auch die Deichabschnitte an der Oste vom Sperrwerk bis zum Elbedeich (rechter Ostedeich) und an der Schwinge vom Schwingesperrwerk bis zum Elbedeich (linker Schwingedeich).
Weiterhin gehört zum Verbandsgebiet der Schutzdeich am rechten Ufer der Oste zwischen dem Ostesperrwerk und dem Ostewehr in Bremervörde sowie die zweiten Deichlinien im Norden des Verbandsgebietes östlich des Ostesperrwerks und dem Elbedeich am Sperrwerk Freiburg und im Bereich des Krautsands zwischen Assel, Drochtersen, Dornbusch und Wischhafen.
Das Verbandsgebiet des Deichverbandes Kehdingen-Oste grenzt im Westen an das Verbandsgebiet des Ostedeichverbandes und im Südosten an das Verbandsgebiet des Deichverbandes der I. Meile Altenlandes.

## Aufgaben
Der Deichverband hat die Aufgabe, Grundstücke im Verbandsgebiet vor Sturmfluten und Hochwasser zu schützen. Dazu unterhält er die im Verbandsgebiet liegenden Hauptdeiche.
Die Deiche werden durch Schafe beweidet, um die Deichsicherheit zu gewährleisten.

## Vereinsstruktur
Der Verband wird von einem Ausschuss vertreten, der von den Verbandsmitgliedern gewählt wird. Dieser Deichausschuss besteht aus 36 Mitgliedern. Er wählt seinerseits einen als Deichamt bezeichneten Vorstand, der mit elf Vorstandsmitgliedern besetzt ist. Für jedes Ausschuss- und jedes Vorstandsmitglied wird auch ein persönlicher Vertreter gewählt. Für den Deichamtsvorsitzenden werden vier Stellvertreter gewählt.
Mitglieder des Verbandes sind alle Grundeigentümer und Erbbauberechtigten der im Verbandsgebiet gelegenen Grundstücke.